# Las vacaciones del Señor Rossi
Las vacaciones del Señor Rossi (Le vacanze del signor Rossi) es una película de animación de 1978 producida y dirigida por Bruno Bozzetto. En Italia la película fue estrenada en 1978; en España, en 1983. Es la última película del Señor Rossi.

## Doblaje en España
- Señor Rossi: Antolín García
- Gastone: Luis García Vidal